# Pergamí Vindel
El pergamí Vindel (Nova York, Biblioteca i Museu Morgan, Vindel MS M979) és un pergamí copiat a la fi del segle xiii o començaments del xiv que conté set cantigues d'amic del trobador gallec Martín Codax. Té característiques semblants al Cancioneiro da Ajuda.

## Història
El descobriment d'aquest pergamí fou casual. El comerciant de llibres antics Pedro Vindel se'l trobà a la seua llibreria, al 1914, en la solapa interior d'un exemplar del llibre De officiis de Ciceró, del segle xiv amb enquadernació del segle xviii.
El pergamí desaparegué al poc de temps de ser descobert, i es considerà perdut durant molts anys. Li l'havia adquirit a Pedro Vindel el diplomàtic i musicòleg Rafael Mitjana i Gordon, que l'havia dipositar a la seua biblioteca d'Uppsala, ciutat sueca on residia aleshores. A la seua mort, al 1921, la biblioteca passà a la seua vídua i després els hereus se la vengueren. El pergamí fou adquirit pel bibliòfil Otto Haas i el vengué a Londres el seu col·lega Albi Rosenthal. En acabant, el comprà la biblioteca J. Pierpont Morgan de Nova York, on es conserva des de 1977, amb la signatura Ms. 979.
La primera notícia del descobriment, la donà Pedro Vindel, al febrer de 1914, en la revista Art Español. A l'any següent, el 1915, el llibreter publicà la primera edició facsímil del manuscrit.
Entre els mesos d'octubre de l'any 2017 i març de l'any 2018, el pergamí Vindel s'exposà al Museu del Mar de Galícia, a Vigo.

## Descripció
La grandària del pergamí és de 34 x 45 cm. Està escrit per una sola cara a quatre columnes, amb 26, 24, 23 i 17 línies, respectivament. La primera columna conté 5 pentagrames, 6 la segona, 6 la tercera i 4 la quarta. El text fou escrit en tinta negra i els pentagrames en vermella. Les inicials estan adornades en blau i roig. El nom del joglar Martín Codax apareix a la part superior del pergamí, en roig. En la còpia del pergamí intervingueren diverses mans.
Conté set cantigues d'amic, sis amb notació musical:
- Ondas do mar do Vigo
- Mandad'ei comigo ca ven meu amigo
- Mia yrmana fremosa treides comigo
- Ai Deus se sab'ora meu amado
- Quantas sabedes amar amigo
- En o sagrad' e Vigo (només text)
- Ay ondas que eu vin veer

Els textos ja eren coneguts per formar part de cançoners sense música de la lírica a. La seua música, però, constitueix, juntament amb les set cantigues d'amor de Dionís I de Portugal, trobades en el pergamí Sharrer, les úniques mostres que s'han trobat fins hui de la cançó profana galaicoportuguesa. La música de les cantigues està escrita en notació quadrada, amb lligadures molt semblants a les Cantigues de Santa Maria.
El descobriment del pergamí confirmà la hipòtesi de l'existència de fulls volants, amb el text i la música de les poesies trobadoresques que donaven els trobadors als joglars perquè les interpretaren.

## En el cinema
L'any 2016 s'estrena la pel·lícula titulada El manuscrit Vindel. S'hi narra la vida del seu descobridor, Pedro Vindel Álvarez, des de la seua infantesa fins a la troballa del cèlebre manuscrit. Aquest film, produït per Linterna Produccions, el dirigiren descendents del mateix Pedro Vindel, José Manuel Fernández Jardón Vindel (besnet) i Luis Alejandro Fernández Jardón (rebesnet).